# حكومة حقي العظم الثانية
تشكلت حكومة حقي العظم الثانية بموجب المراسيم 2 و3 و4 و5 و6 بتاريخ 15 حزيران 1932 المنشورة في الجريدة الرسمية للجمهورية السورية العدد 12 لعام 1932. قبلت استقالتها بالمرسوم رقم 2239 بتاريخ 17 آذار 1934 المنشور بالجريدة الرسمية للجمهورية السورية العدد 6 لعام 1934·
هي الحكومة السادسة عشر في تاريخ سوريا الحديث، والأولى في عهد الجمهورية السورية الأولى، والأولى في عهد محمد علي العابد؛ كما أنها حكومة حقي العظم الثالثة. تعتبر أول حكومة تنبثق عن انتخابات نيابية، وتنال ثقة المجلس النيابي السوري. ألفت الوزارة مناصفة بين الوطنيين و«المعتدلين» الممالئين للانتداب، على أن يكون رئيسها من المعتدلين، في ذات الصفقة التي أوصلت محمد علي العابد إلى رئاسة الجمهورية، وصبحي بركات إلى رئاسة المجلس النيابي. شكلت موازنة العام 1933 التي قدمتها الحكومة أكبر عثرة في برنامجها إذ وجدها المجلس النيابي «كبيرة على بلد صغير كسوريا»، كما شرعت الوزارة بالتفاوض مع فرنسا، للوصول إلى اتفاقية تعاون وصداقة، غير أن زيارة إبراهيم هنانو إلى دمشق، والمظاهرات التي أعقبت زيارته، دفع لاستقالة الحكومة بإيعاز من المفوض الفرنسي في 3 يونيو 1933.

## تعديلات
- بتاريخ 18 نيسان 1933 استقال جميل مردم بك ومظهر رسلان بعد اعتراض زعيم الكتلة الوطنية إبراهيم هنانوعلى مشاركة اثنان من أنصار في حكومة محسوبة على الفرنسيين. وقاد حملة كبيرة لحملهما على الاستقالة.[4]
- بتاريخ 3 أيار 1933 عدلت الحكومة كالآتي:[ملاحظة 1][6]
  - شاكر نعمة الشعباني وزيرا للمالية
  - محمد يحيى الأضة لي وزيرا للزراعة
  - سليمان الجوخدار وزيرا للعدلية
  - سليم جنبرت وزيرا للمعارف
- بتاريخ 15 تشرين الثاني 1933 استقال سليم جنبرت فخلفه لطيف غنيمة حيث عدلت الوزارة فاستلم حقي العظم وزارة المعارف بالإضافة إلى الرئاسة والداخلية·

## التشكيل الوزاري
تألفت حكومة حقي العظم الثانية من الوزراء:
| المنصب              | الصورة | شاغل المنصب        | الحزب          | الحزب | في المنصب من         | في المنصب حتى        | ملاحظات                  |
| ------------------- | ------ | ------------------ | -------------- | ----- | -------------------- | -------------------- | ------------------------ |
| رئيس الوزراء        |        | حقي العظم          |                |       | 15 حزيران 1932       | 17 آذار 1934         |                          |
| وزير الداخلية       |        | حقي العظم          |                |       | 15 حزيران 1932       | 17 آذار 1934         |                          |
| وزير المالية        |        | جميل مردم بك       | الكتلة الوطنية |       | 15 حزيران 1932       | 18 نيسان 1933        |                          |
| وزير المالية        |        | شاكر نعمة الشعباني |                |       | 3 أيار 1933          | 17 آذار 1934         |                          |
| وزير الزراعة        |        | جميل مردم بك       | الكتلة الوطنية |       | 15 حزيران 1932       | 18 نيسان 1933        | [ ملاحظة 2 ] [ 4 ] [ 7 ] |
| وزير الزراعة        |        | محمد يحيى الأضة لي |                |       | 3 أيار 1933          | 23 شباط 1936         |                          |
| وزير العدلية        |        | مظهر رسلان         | الكتلة الوطنية |       | 15 حزيران 1932       | 18 نيسان 1933        |                          |
| وزير العدلية        |        | سليمان الجوخدار    |                |       | 3 أيار 1933          | 17 آذار 1934         |                          |
| وزير المعارف        |        | مظهر رسلان         | الكتلة الوطنية |       | 15 حزيران 1932       | 18 نيسان 1933        | [ ملاحظة 3 ] [ 4 ]       |
| وزير المعارف        |        | سليم جنبرت         |                |       | 3 أيار 1933          | 15 تشرين الثاني 1932 |                          |
| وزير المعارف        |        | حقي العظم          |                |       | 15 تشرين الثاني 1932 | 17 آذار 1934         |                          |
| وزير الأشغال العامة |        | سليم جنبرت         |                |       | 15 حزيران 1932       | 15 تشرين الثاني 1932 |                          |
| وزير الأشغال العامة |        | لطيف غنيمة         |                |       | 15 تشرين الثاني 1932 | 17 آذار 1934         |                          |
| وزير التجارة        |        | محمد يحيى الأضة لي |                |       | 3 أيار 1933          | 23 شباط 1936         |                          |

| سبقه حكومة ليون سولومياك | حكومة حقي العظم الثانية 15 حزيران 1932 - 17 آذار 1934 | تبعه حكومة تاج الدين الحسني الثانية |

## الملاحظات
1. ↑  فراغ الحقل لا يعني بالضرورة أن شاغل المنصب مستقل سياسياً أو غير حزبي، ولكن بسبب عدم توفر المعلومات أو المصادر.

1. ↑  بعض المصادر تشير إلى هذا التعديل على أنه تشكيل حكومي مستقل وتسميه حكومة حقي العظم الثالثة.
2. ↑  تشير بعض المصادر إلى أن جميل مردم بك تسلم وزارة الزراعة بالوكالة
3. ↑  تشير بعض المصادر إلى أن مظهر رسلان تسلم وزارة المعارف بالوكالة

## روابط خارجية
- بيان حكومة حقي العظم الثانية عام 1932
- بيان حكومة حقي العظم الثانية عام 1933
- الحكومات السورية على موقع رئاسة مجلس الوزراء
- الحكومات السورية على موقع مجلس الشعب السوري
- وزارات الدولة على بوابة الحكومة الإلكترونية السورية
- الوزارات والهيئات الحكومية على موقع مجلس الشعب السوري